# Asesinatos del Bluebelle
Los asesinatos del Bluebelle fueron una serie de asesinatos perpetrados a bordo del velero Bluebelle el 12 de noviembre de 1961, en su ruta de las Bahamas a Fort Lauderdale, Florida (Estados Unidos). El caso se saldó con la muerte de 6 personas, incluida la del asesino —quien se suicidó días después—, y una superviviente.

## Crónica
El Bluebelle fue un queche de unos 18 metros de eslora alquilado en Green Bay, Wisconsin, por el optometrista Dr. Arthur Duperrault, de 41 años, para realizar un viaje de vacaciones a las Bahamas acompañado de su mujer Jean (38), y sus tres hijos: Brian (14), Terry Jo (11) y Renee (7). Al mando del barco, que zarpó de Fort Lauderdale el día 8 de noviembre, estaba Julian Harvey (44), un condecorado veterano de la Segunda Guerra Mundial y de la guerra de Corea, acompañado de su sexta mujer, Mary Dene, diez años más joven que él y con quien había contraído matrimonio menos de cuatro meses antes.
En la noche del viaje de vuelta, Harvey ahogó a su mujer, para luego ser descubierto por Duperrault, a quien, como consecuencia, asesinó a puñaladas junto con su mujer y dos de sus hijos, Brian y Renee (aunque al menos Renee fue asesinada por ahogamiento). La tercera hija, Terry Jo, quien se había despertado en su camarote a causa de los gritos, después de esconderse unos minutos subió la escalera hacia la proa del buque, donde se encontró con los cuerpos de su madre y uno de sus hermanos yaciendo en un charco de sangre. También alcanzó ver un cuchillo cubierto de sangre, antes de que apareciera Harvey y le ordenara a empujones a volver a bajar por la escotilla.
Es muy probable que antes de que bajara hacia los camarotes, Harvey, quien había saboteado el buque para provocar su hundimiento, ordenara a Terry Jo que sujetase el extremo de la cuerda que estaba atada al bote salvavidas del velero mientras se estaba preparando para abandonarlo, y que la niña soltara la cuerda en este momento sin querer. Eso obligaría a Harvey a abandonar el buque prematuramente para alcanzar el bote antes de que este se alejara a la deriva.
El 13 de noviembre una patrulla de la Guardia Costera de Estados Unidos localizó a Harvey en el bote salvavidas junto al cuerpo sin vida de Renee. En sus declaraciones, Harvey contó a los agentes que una violenta borrasca había arrancado los mástiles del Bluebelle, agujereando el casco de la nave, fragmentando el depósito auxiliar de combustible y provocando un incendio. Dijo que había encontrado a Renee flotando y que había intentado reanimarla, infructuosamente (una autopsia posterior confirmó que la causa de la muerte había sido por ahogamiento).
El 16 de noviembre, cuatro días después de abandonar el barco, Terry Jo, quien se había quedado a bordo del Bluebelle, fue rescatada con vida por el carguero griego Captain Theo. Posteriormente se dio a conocer que la niña había conseguido desamarrar un flotador de corcho de unos 150 x 60 cm del costado del barco y lanzarse al agua segundos antes de su hundimiento (el cual presenció). La niña fue rescatada en el canal Providence al borde de la muerte, tras cuatro días a la deriva sin comida ni agua.
Cuando Julian Harvey se enteró de que Terry Jo había sido encontrada con vida, volvió a la habitación del hotel donde se alojaba bajo nombre falso desde que fue rescatado, y se suicidó cortándose las venas con la hoja de una cuchilla de afeitar. El hecho de que lo hiciera directamente y sin contemplaciones pudo, según psicólogos que trabajaron en el caso, ser indicio de su estado mental.

## Hipótesis sobre el móvil del asesino
Asumiendo ya desde el primer momento que los asesinatos de la familia Duperrault fueron consecuencia de haberse enterado del asesinato de la mujer de Harvey, la hipótesis principal con respecto al móvil de este último fue la económica. Se cree que Harvey había planeado beneficiarse de la póliza de seguro con cláusula de indemnidad de su mujer por valor de 20 000 dólares. Posteriormente se ha revelado que Harvey había sobrevivido un accidente de coche en el que había muerto una de sus otras mujeres y su madre, y que tanto su propio yate Torbatross como su lancha de motor Valiant se habían hundido en extrañas circunstancias, siendo él beneficiario de las suculentas cuantías estipuladas en los contratos de seguros.
Una de las preguntas más acuciantes en los meses que siguieron a los asesinatos, fue por qué el asesino no acabó también con la vida de Terry Jo. El autor de suspense, Stanley Gardner, especuló que por su estado mental, Harvey de hecho quería ser descubierto como un aliciente para acabar con su propia vida. La hipótesis principal, sin embargo, es que se lanzó al agua sin contemplar una vez que Terry Jo soltara la cuerda del bote salvavidas, lo cual, retrospectivamente, le salvó la vida a la niña. Muchos años después, en una entrevista en la que abordó por primera vez el tema de su supervivencia, Terry Jo dijo suponer que Harvey probablemente se había figurado que ella se hundiría con el barco.

## En la cultura popular
Los asesinatos de Bluebelle han inspirado a varios autores y cineastas a lo largo de los años:
- Mar calmo (Dead Calm): Una novela de Charles Williams (1963)
- The Last One Left: Una novela de John D. MacDonald (1967)
- En 2010 Terry Jo Duperrault publicó su propia autobiografía, Alone: Orphaned on the Ocean, que relata tanto la historia de los asesinatos como su vida posterior.